# 艾殊利·威廉斯
艾殊利·威廉斯（英語：Ashley Williams，1984年8月23日—）是一名已退役的在英格蘭出生的威爾斯足球運動員，司職後衛，主要擔任中堅，亦有時客串右閘。

## 生平

### 球會
早年
艾殊利·威廉斯出身西布朗青訓系統，於16歲之年被放棄。他其後加盟南部聯賽超級組的赫德内斯福德镇，雖然不是球隊的常規正選，他於參加奧咸的試訓後獲得賞識，但被赫德内斯福德镇拒絕。
史托港
2003年除夕艾殊利·威廉斯獲准自由轉會到史托港。他直到2004年3月16日才晉身一隊作客出戰哈特普爾，在餘下球季在聯賽再上陣9場，其觸目的演出使他獲選為球會「年度最佳青年球員」。
2006年1月甘农出任史托港的領隊後，艾殊利·威廉斯成為英乙其中一名炙手可熱的後衛，盧頓更一度出價50萬英鎊求購，季終獲選為球會「年度最佳球員」及獲委任為隊長。
2007年11月12日艾殊利·威廉斯獲選首屆「西北足球頒獎禮」（North West Football Awards）的「英乙年度最佳球員」（League Two Player of the Year）及在球場內外的表現而獲得「西北年度最佳球員」（North West Player of the Year）。
2008年3月26日艾殊利·威廉斯首次代表國家隊上陣，翌日以借用身份加盟英甲球會史雲斯直到球季結束，因而錯過史托港季末的賽事，球隊以第4位結束球季，更透過在溫布萊球場舉行的附加賽決賽3-2擊敗羅奇代爾升班英甲。
史雲斯
史雲斯在2007/08年球季以聯賽冠軍升班英冠，並於2008年5月22日證實正式羅致艾殊利·威廉斯，轉會費約40萬英鎊，是當時球會付出最高身價的記錄，簽約兩年，新約於6月1日生效，並有權可優先續約一年。9月16日主場1-1賽和打比郡，艾殊利·威廉斯接應角球頂入加盟以來首個入球。加盟首季艾殊利·威廉斯出席史雲斯全部46場聯賽的每一分鐘賽事，是全英冠能達成唯一非門將的球員。
2009年11月11日艾殊利·威廉斯於威爾斯足球總會在加的夫舉行的頒獎禮獲選「威爾斯年度最佳球員」及「威爾斯球會年度最佳球員」雙料榮譽。而2010年4月他亦獲選入2009/10年球季「PFA冠軍聯賽最佳陣容」。
2010年10月30日作客3-0擊敗水晶宮，艾殊利·威廉斯於2008年8月9日0-2負於查爾頓開始為史雲斯在聯賽連續上陣106場，與安迪·莱格（Andy Legg）及吉尔伯特·比奇（Gilbert Beech）共同保持球會最長聯賽連續上陣記錄。他於11月7日作客卡迪夫城運動場對卡迪夫城的「南威爾斯打吡」打破記錄，第107次連續為球隊上陣。
2011年8月12日，原剩兩年合約的威爾斯足球代表威廉斯與新升上英超的斯旺西簽署一份新的三年合約。
2012年10月23日，斯旺西再提供一份改善薪酬的三年合約給球會兼威爾斯足球代表隊隊長威廉斯，令其留隊至2015年夏季。
愛華頓
2016年8月10日，愛華頓宣佈以1200萬鎊簽下艾殊利·威廉斯，雙方簽約三年。
退役
2021年1月26日，36岁的威廉姆斯宣布退役。

### 國家隊
艾殊利·威廉斯透過其威爾斯祖父而獲得代表威爾斯國家隊的資格。2008年3月17日由於根達需要為威爾斯U21出戰，艾殊利·威廉斯獲首次徵召加入國家隊備戰作客對盧森堡的友誼賽，並於3月26日獲派正選上陣，協助球隊2-0取勝奏凱而回。2009年11月14日威爾斯在卡迪夫城運動場首次舉行國際賽友賽蘇格蘭，比拿美及占士·哥連斯因傷缺陣，時任領隊陶錫委任艾殊利·威廉斯首次擔任隊長之職，他不負所託，協助球隊大勝3-0。
國際賽入球
威爾斯入球在比數前方
| #  | 日期          | 地點         | 對賽球隊 | 入球 | 賽果 | 競賽   |
| -- | ------------- | ------------ | -------- | ---- | ---- | ------ |
| 1. | 2010年8月11日 | 威爾斯拉內利 | 盧森堡   | 4–1  | 5–1  | 友誼賽 |

## 外部連結
- 足球数据库：艾殊利·威廉斯的球员统计数据
- 史雲斯官網簡歷
- 史托港官網簡歷
- 威爾斯足總官網簡歷 （页面存档备份，存于）
- 個人官網及網誌